# Башкирские добровольческие отряды
Башкирские добровольческие отряды — военные формирования башкирских частей во время Гражданской войны в России.

## Формирование и история
Башкирские добровольческие отряды были сформированы по приказу Башкирского военного совета в июле-августе 1918 года на территории кантонов «Малой Башкирии». Всего было образовано 13 башкирских добровольческих отрядов, которые именовались в соответствии с наименованиями кантонов: Аргаяшский, Бурзян-Тангауровский, Джитировский, Дуванский, Кипчакский, Кудейский, Кущинский, Табынский, Тамьян-Катайский, Ток-Суранский, Усерганский, Юрматынский и Яланский. После окончания военных действий предполагалось преобразовать отряды в кантональные органы милиции с передачей их в ведение отдела внутренних дел Башкирского правительства.
| Численность и боевой состав Башкирских добровольческих отрядов в ноябре 1918 года | Численность и боевой состав Башкирских добровольческих отрядов в ноябре 1918 года | Численность и боевой состав Башкирских добровольческих отрядов в ноябре 1918 года | Численность и боевой состав Башкирских добровольческих отрядов в ноябре 1918 года | Численность и боевой состав Башкирских добровольческих отрядов в ноябре 1918 года |  |
| Наименование отряда                                                               | Число людей                                                                       | Число шашек                                                                       | Число штыков                                                                      | Число пулемётов                                                                   |  |
| --------------------------------------------------------------------------------- | --------------------------------------------------------------------------------- | --------------------------------------------------------------------------------- | --------------------------------------------------------------------------------- | --------------------------------------------------------------------------------- |  |
| Аргаяшский                                                                        | 200                                                                               | 550                                                                               | 165                                                                               | 2                                                                                 |  |
| Бурзян-Тангауровский                                                              | 180                                                                               | 180                                                                               | 60                                                                                | 2                                                                                 |  |
| Джитировский                                                                      | 300                                                                               | 300                                                                               | 60                                                                                | 2                                                                                 |  |
| Дуванский                                                                         | 225                                                                               | 225                                                                               | 75                                                                                | 2                                                                                 |  |
| Кипчакский                                                                        | 180                                                                               | 180                                                                               | 65                                                                                | 2                                                                                 |  |
| Кудейский                                                                         | 110                                                                               | 110                                                                               | 40                                                                                | 2                                                                                 |  |
| Кущинский                                                                         | 250                                                                               | 250                                                                               | 55                                                                                | 2                                                                                 |  |
| Табынский                                                                         | 200                                                                               | 200                                                                               | 80                                                                                | 2                                                                                 |  |
| Тамьян-Катайский                                                                  | 360                                                                               | 360                                                                               | 135                                                                               | 2                                                                                 |  |
| Ток-Чуранский                                                                     | 160                                                                               | 160                                                                               | 60                                                                                | 2                                                                                 |  |
| Усерганский                                                                       | 160                                                                               | 160                                                                               | 55                                                                                | 2                                                                                 |  |
| Юрматынский                                                                       | 250                                                                               | 250                                                                               | 96                                                                                | 2                                                                                 |  |
| Яланский                                                                          | 180                                                                               | 180                                                                               | 65                                                                                | 2                                                                                 |  |
| Итого                                                                             | 2 755                                                                             | 3 105                                                                             | 1 011                                                                             | 26                                                                                |  |

Башкирские добровольческие отряды находились в составе Башкирского войска как иррегулярные части. Отряды были подчинены специальному отделу добровольческих отрядов при Башкирском военном совете, а с октября — Башкирскому войсковому управлению.
Основной обязанностью Башкирских добровольческих отрядов являлось охрана кантональных органы власти. Но в то же время в июле—сентябре 1918 года часть отрядов участвовала в боях против Сводного Уральского отряда В. К. Блюхера.
В октябре 1918 года Бурзян-Тангауровский, Джитировский, Ток-Чуранский и Усерганский отряды и особая команда были объединены в Башкирский отдельный добровольческий кавалерийский полк имени Г. С. Идельбаева.
В декабре 1918 — феврале 1919 годов Табынский, Тамьян-Катайский и Юрматынский башкирские добровольческие отряды держали оборону на одном из участков линии фронта между городами Оренбург и Стерлитамак.
В феврале 1919 года Башкирские добровольческие отряды самораспустились.

## Знаки отличия
| Знаки отличия башкирских частей (1-й Башкирский пехотный полк), принятых в июне 1918 года | Знаки отличия башкирских частей (1-й Башкирский пехотный полк), принятых в июне 1918 года | Знаки отличия башкирских частей (1-й Башкирский пехотный полк), принятых в июне 1918 года | Знаки отличия башкирских частей (1-й Башкирский пехотный полк), принятых в июне 1918 года | Знаки отличия башкирских частей (1-й Башкирский пехотный полк), принятых в июне 1918 года | Знаки отличия башкирских частей (1-й Башкирский пехотный полк), принятых в июне 1918 года |
| Солдаты и младшие командиры                                                               | Солдаты и младшие командиры                                                               | Солдаты и младшие командиры                                                               | Солдаты и младшие командиры                                                               | Солдаты и младшие командиры                                                               | Солдаты и младшие командиры                                                               |
| ----------------------------------------------------------------------------------------- | ----------------------------------------------------------------------------------------- | ----------------------------------------------------------------------------------------- | ----------------------------------------------------------------------------------------- | ----------------------------------------------------------------------------------------- | ----------------------------------------------------------------------------------------- |
|                                                                                           |                                                                                           |                                                                                           |                                                                                           |                                                                                           |                                                                                           |
| Рядовой                                                                                   | Ефрейтор                                                                                  | Бомбардир                                                                                 | Унтер-офицер                                                                              | Фельдфебель                                                                               | Подпрапорщик                                                                              |

| Обер-офицеры | Обер-офицеры | Обер-офицеры | Обер-офицеры  | Обер-офицеры | Штаб-офицеры | Штаб-офицеры |
| ------------ | ------------ | ------------ | ------------- | ------------ | ------------ | ------------ |
|              |              |              |               |              |              |              |
| Прапорщик    | Подпоручик   | Поручик      | Штабс-капитан | Капитан      | Подполковник | Полковник    |